# Interestatal 296

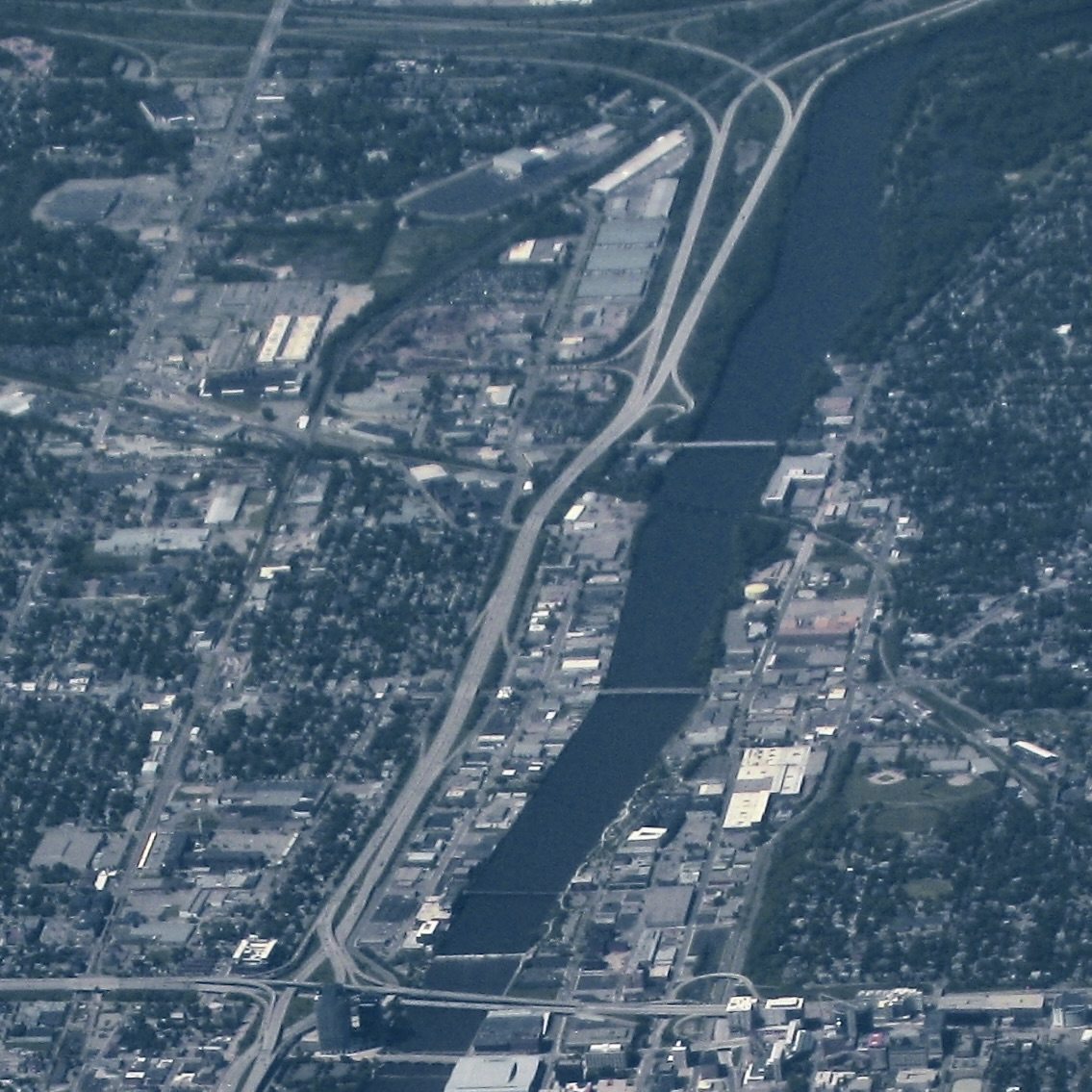
I-296 en Grand Rapids, paralela al río Grand

Interestatal 296 (I-296) es una parte del Sistema de Carreteras Interestatal en el estado de  Míchigan, Estados Unidos de América. Es una carretera estatal la cual corre 3.43 millas (5.52 ) completamente dentro del área de Grand Rapids . Sus terminales son I-196,  cerca del centro de Grand Rapids y de la I-96, en el lado del norte de Grand Rapids en Walker. Durante la mayor parte de su longitud, la carretera interestatal corre simultáneamente con la autopista US 131 (US 131), que continúa como una autopista construida según los estándares de la autopista interestatal al norte y al sur de la I-296 más corta. La autopista se propuso por primera vez a fines de la década de 1950 y se abrió en diciembre de 1962, pero el Departamento de Transporte de Míchigan (MDOT) eliminó toda señalización de la I-296 y eliminó la designación de su mapa oficial del estado. La designación, por lo tanto, no está firmada, pero aún figura en el registro de ruta del Sistema de Carreteras Interestatales que mantiene la Administración Federal de Carreteras (FHWA).

## Descripción de la Ruta
La I-296 comienza en el intercambio de la I-196 al oeste del Grand River y el centro de Grand Rapids. Por una corta distancia dentro del intercambio, los tres carriles hacia el norte están a la izquierda y los tres carriles hacia el sur están a la derecha, al contrario de lo que ocurre en los Estados Unidos. Esta anomalía se invierte al norte de las rampas para la I-196 a medida que los carriles hacia el sur pasan por los carriles hacia el norte. Corriendo paralelamente al Grand River en la orilla oeste, la designación de autopista comienza cruzando el río desde el 6th Street Bridge Park y Belknap Hill al norte del Museo Presidencial Gerald R. Ford y el Centro de Convenciones DeVos Place. El lado oeste de la autopista está frente a vecindarios residenciales y el lado este limita con las empresas comerciales y el río. Al sur del intercambio de Ann Street, la carretera cruza una línea del ferrocarril del este de Grand Rapids. Después de cruzar tanto el ferrocarril como la calle Ann, la carretera se ensancha para permitir un camellón de hierba. La autopista sale de Grand Rapids y entra en Walker al norte de Ann Street.
Acercándose a la I-96 desde el sur, la autopista pasa al este del DeltaPlex Arena , y la mediana se ensancha más al otro lado del río desde Comstock Riverside Park en Walker. Se agrega un carril adicional a la izquierda, ampliando la autopista a cuatro carriles. La I-296 sin señalamiento ocupa los dos carriles izquierdos que forman la salida izquierda para la I-96 desde la US 131. En la división entre la I-296 y la US 131, la I-296 se curva al noroeste y la US 131 al noreste para seguir una curva en el Gran río  Una vez que la I-296 se separa de la US 131, la carretera cruza una línea ferroviaria propiedad de CSX Transportation y pasa por West River Drive. Al noroeste de estos cruces, las salidas emergen a la derecha para I-96 en dirección este y la izquierda para M-37 en dirección norte (Alpine Avenue). Más allá de estas salidas, la I-296 se une a la I-96 en dirección oeste y termina. La I-296 sin señalamiento hacia el sur comienza donde las rampas hacia la US 131 en dirección sur se separan de la I-96 en dirección este en el paso elevado de Alpine Avenue, fusionándose con la US 131 hacia el sur al norte de Ann Street. 

## Historia

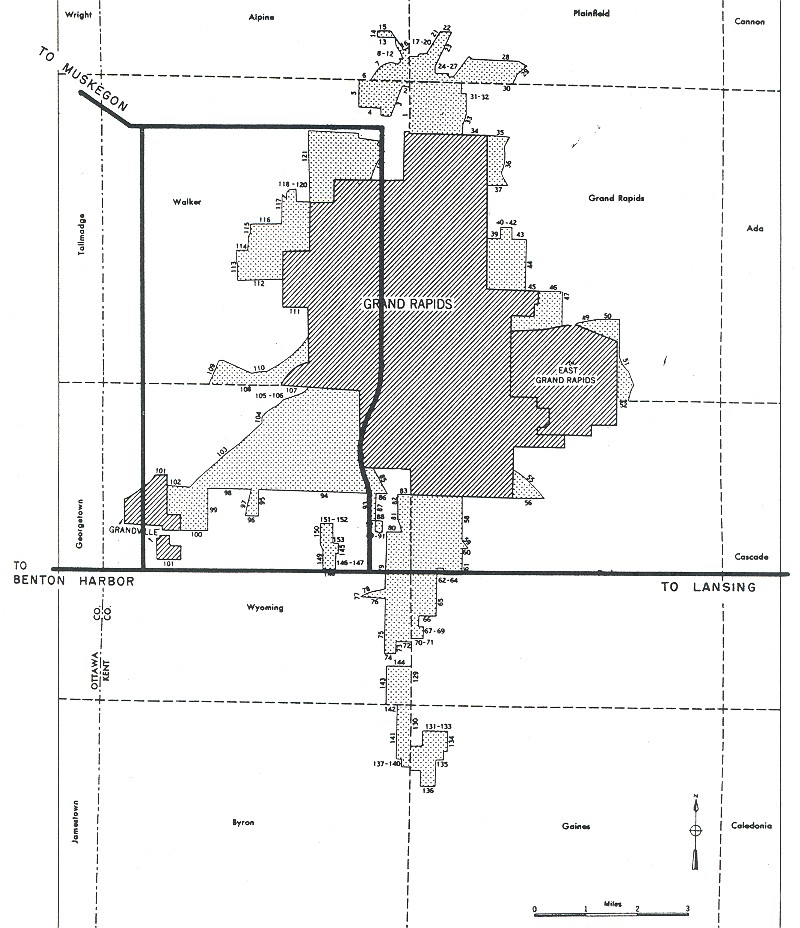
Mapa de planificación para las autopistas del área de Grand Rapids desde 1955

El desarrollo de una autopista a lo largo del moderno corredor I-296 / US 131 se propuso en la década de 1950. La ubicación general en 1955 del Sistema Nacional de Autopistas Interestatales fue una plataforma temprana para lo que se convertiría en el Sistema de Autopistas Interestatales y contenía un recuadro de las autopistas propuestas dentro y alrededor del área de Grand Rapids, incluida una autopista norte-sur cerca del área del centro.  Designada como parte del Sistema de autopistas interestatales en 1957, la construcción de la I-296 fue financiada por el gobierno federal. 
La autopista US 131 se abrió oficialmente a las 10 a. m. el 17 de diciembre de 1962, entre Pearl Street y (en ese momento) la autopista I-196 / US 16 al norte del centro de la ciudad. Esta sección de la autopista abarcaba toda la I-296, que conectaría la I-196 al norte de la ciudad con el centro de la I-96.  (Las designaciones I-96 e I-196 se volcaron más tarde al oeste de Grand Rapids.  ) M-37 se reubicó en Grand Rapids para utilizar la I-96 en el lado noreste de la ciudad en lugar de la I-296 / US 131 en 1969. 
A fines de la década de 1970, MDOT participó en una iniciativa respaldada por FHWA llamada Proyecto de demostración de orientación positiva, y las dos agencias auditaron las prácticas de señalización en las cercanías del intercambio I-96 / M-37 e I-296 / US 131 en Walker MDOT determinó que el uso de la designación I-296 era "una fuente potencial de confusión para los automovilistas".  FHWA estuvo de acuerdo con la propuesta del departamento de eliminar todas las referencias de señalización y mapas públicos a la designación en abril de 1979.  MDOT luego solicitó a la Asociación Estadounidense de Funcionarios de Carreteras y Transportes del Estado (AASHTO) el 22 de junio de 1979, por su permiso para realizar el cambio, diciendo "se considera que la designación I-296 no tiene otro propósito útil que el de designar una ruta interestatal". AASHTO aprobó la solicitud el 13 de octubre. El 24 de octubre de ese año, MDOT también solicitó permiso formal de la FHWA para eliminar todas las señales y referencias de mapas a la I-296. La FHWA otorgó permiso el 3 de diciembre de 1979, con la condición de que MDOT continuaría usando la designación en documentos oficiales. La aprobación retuvo explícitamente la carretera en el sistema interestatal para financiamiento y otros fines.  El último mapa de estado para mostrar la designación I-296 se publicó en 1979, ya que el mapa de 1980 no tiene ninguna referencia a la designación.  Otros mapas, como el publicado por la Comisión de Carreteras del Condado de Kent, ocasionalmente muestran I-296, y FHWA incluye la designación en su Registro de ruta y lista de buscador para el sistema de autopistas interestatales. 
- Datos: Q2351897
- Multimedia: Interstate 296 / Q2351897